# سیلور لیک (کارولینای شمالی)
سیلور لیک (به انگلیسی: Silver Lake) شهری در ایالت کارولینای شمالی کشور ایالات متحده آمریکا است که جمعیت آن در سرشماری سال ۲۰۱۰ میلادی، ۵٬۵۹۸ نفر بوده‌است.